# Relation sérielle
En mathématiques, une relation binaire sur E est dite sérielle si chaque élément de E est en relation avec au moins un élément de E.
Formellement, la propriété de sérialité pour une relation {\displaystyle {\mathcal {R}}} définie sur un ensemble {\displaystyle E} s'écrit de la façon suivante :

## Exemples
- La relation de divisibilité sur les entiers strictement positifs est sérielle puisque {\displaystyle ~\forall x\in \mathbb {N} ^{*}\quad x|x} ;
- La relation d'ordre strict « est strictement inférieur à » sur {\displaystyle \mathbb {N} } est sérielle puisque {\displaystyle ~\forall x\in \mathbb {N} \quad x<x+1} ;
- La relation « est strictement supérieur à » n'est pas sérielle sur {\displaystyle \mathbb {N} } car {\displaystyle ~\forall x\in \mathbb {N} \quad \neg (0>x)} ;
- Les relations réflexives ou totales sont nécessairement sérielles.

## En logique modale
La propriété de sérialité est utilisée en logique modale pour définir les cadres dans lesquels l'axiome (D) est valide. En effet, si la relation d'accessibilité sur les mondes possibles est sérielle, alors la nécessité de P dans le monde {\displaystyle w_{1}} est appliquée à au moins un monde possible accessible {\displaystyle w_{2}} dans lequel P est vraie, ce qui implique la possibilité de P dans {\displaystyle w_{1}}. L'axiome {\displaystyle \Box P\rightarrow \Diamond P} est donc valide dans les cadres où la relation d'accessibilité est sérielle.  

## Référence
1. ↑  Y.Y. Yao et Wong, S.K.M., « Generalization of rough sets using relationships between attribute values », Proceedings of the 2nd Annual Joint Conference on Information Sciences,‎ 1995, p. 30–33 (lire en ligne, consulté le 12 janvier 2018).